# El Capomal
El Capomal är en ort i Mexiko.   Den ligger i kommunen Santiago Ixcuintla och delstaten Nayarit, i den centrala delen av landet, 700 km väster om huvudstaden Mexico City. El Capomal ligger 35 meter över havet och antalet invånare är 1 463.
Terrängen runt El Capomal är platt. Runt El Capomal är det ganska glesbefolkat, med 45 invånare per kvadratkilometer. Närmaste större samhälle är Santiago Ixcuintla, 9,5 km väster om El Capomal. Omgivningarna runt El Capomal är en mosaik av jordbruksmark och naturlig växtlighet.